# Herman Bernstein
Herman Bernstein (aussi Bernshteyn), né le 21 septembre 1876 et décédé le 31 août 1935, est un journaliste, poète, romancier, dramaturge, traducteur, activiste juif et diplomate américain. Il a été ambassadeur des États-Unis en Albanie et est le fondateur du journal juif The Day.

## Biographie
Herman Bernstein est né à Vladislavovas (en russe: Владиславов; en allemand: Neustadt-Schirwindt; en yiddish: Nayshtot-Shaki), ville de l'Empire russe avec une très forte communauté juive, située à la frontière avec l'Allemagne. Actuellement la ville appartient à la Lituanie. Il est le petit-fils de l'écrivain yiddish-hébreu Tsvi-Hirsh Bernshteyn. Hermann a un frère Hillel ou Harry Bernstein qui deviendra aussi écrivain et deux sœurs Helen et Flora. Ses parents, David et Marie Elsohn Bernstein décident quand il a six ans de s'installer à Mahiliow (maintenant en Biélorussie) sur le fleuve Dniepr. 
La famille émigre aux États-Unis en 1893 et s'installe à Chicago. Hermann envisage de poursuivre ses études, mais peu de temps après leur arrivée, son père, un érudit talmudiste, tombe malade, atteint de la tuberculose. Les enfants sont alors obligés de travailler dans des ateliers de confection pour supporter la famille. Il se marie le 31 décembre 1901 avec Sophie Friedman. Ils auront trois filles, Violet Bernstein Willheim, Hilda Bernstein Gitlin, Dorothy Bernstein Nash et un garçon, David Bernstein qui deviendra rédacteur en chef d'un journal à Binghamton dans l'État de New York,.
Bernstein couvre la révolution russe de 1917 pour le New York Herald, ce qui le conduit en Sibérie et au Japon avec le corps expéditionnaire américain (American Expeditionary Force). Il couvre aussi la conférence de paix de Paris de 1919 pour le même journal.  
Herman Bernstein meurt à Sheffield dans le Massachusetts le 31 août 1935. Sa femme Sophie ainsi que son frère, l'écrivain Hillel Bernstein lui survivent.

## Journalisme
Bernstein a été toute sa vie très prolifique en tant que journaliste. Sa première histoire est publiée en 1900. Il a contribué parmi d'autres au New York Evening Post, au The Nation, auThe Independent, et au magazine littéraire Ainslee's Magazine. Il est le fondateur et l'éditeur du journal juif The Day et l'éditeur des journaux juifs The Jewish Tribune, publié à Londres, et du Jewish Daily Bulletin. En tant que correspondant du New York Times, Bernstein voyage régulièrement en Europe. En 1915, il se rend en Europe pour se documenter sur la situation des Juifs dans les zones de guerre.   
Victoria Saker Woeste, professeur de droit à l'American Bar Foundation écrit: 
« Bernstein, un écrivain et poète d'une certaine réputation, qui a acquis une grande notoriété dans l'accomplissement de ses investigations journalistiques dans les années 1910. Il a réussi à mettre à jour les actions du totalitarisme russe, que ce soit tsariste ou bolchévique, plus particulièrement en ce qui concerne le destin des Juifs russes. Son reportage révéla l'implication de la police secrète russe dans l'affaire Mendel Beilis, le Juif accusé à tort du meurtre rituel d'un garçon chrétien en 1911, et il a aussi décrit les conditions sociales et politiques en Russie avant et après la révolution communiste.  »
Bernstein traduit plus tard en anglais Story of My Sufferings (Histoire de mes souffrances) de Beilis. Dans les années 1920, Bernstein écrit pour les journaux New York American et le The Brooklyn Daily Eagle, lors de ses nombreux déplacements en Europe, principalement sur la Russie. 

## Correspondance secrète entre le Kaiser et le Tsar
En 1918, Bernstein reçoit une correspondance secrète entre le Tsar Nicolas II et le Kaiser Guillaume II, qu'il publie dans un livre The Willy-Nicky correspondence, being the secret and intimate telegrams exchanged between the Kaiser and the Tsar, édité par Knopf, avec une préface de Theodore Roosevelt, ancien président des États-Unis. Bernstein résume ainsi le contenu: 
« Durant mon récent séjour en Russie, j'ai appris que peu de temps après que le tsar ait été déposé, une série de télégrammes secrets ont été découverts dans les archives secrètes de Nicolas Romanov à Tsarskoye Selo…La correspondance complète consistant en soixante-cinq télégrammes échangés entre les empereurs pendant les années 1904, 1905, 1906 et 1907, forme une image stupéfiante de la diplomatie internationale de duplicité et de violence, décrite par les hommes responsables de la plus grande guerre dans l'histoire du monde. Ces documents, non destinés à être vus même pas par les secrétaires d'État des deux empereurs, constituent la plus remarquable mise en accusation du système de gouvernements dirigés par ces correspondants impériaux.  »
Il remarque que: Le Kaiser se révèle un intrigant expert et un conspirateur méphistophélien pour la domination allemande du monde. L'ancien tsar apparait comme une mauviette capricieuse, quelqu'un d'insignifiant, incolore et sans caractère. Les deux, écrit Bernstein, parlent de paix et complotent contre elle.  

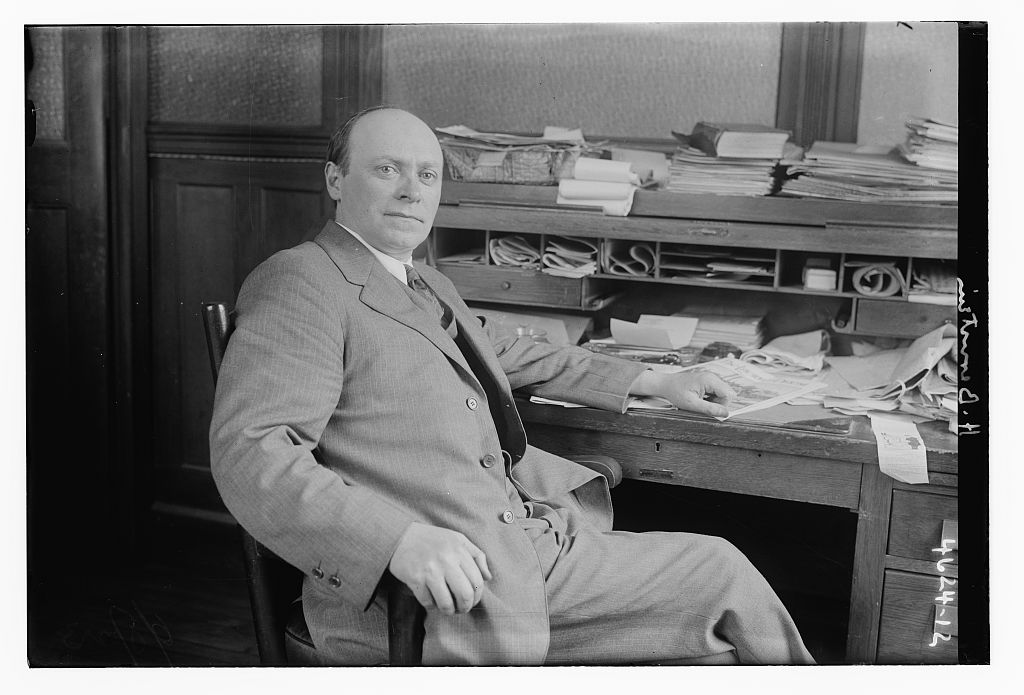
Bernstein en 1918

## Interviews
Bernstein interview de très nombreuses personnalités éminentes de son époque, comme Léon Tolstoï, George Bernard Shaw, Auguste Rodin, Henri Bergson, le pape Benoît XV, Pierre Kropotkine, Léon Trotski, Chaim Weizmann, Havelock Ellis, Romain Rolland, Albert Einstein et Woodrow Wilson. Ces interviews sont réunis dans plusieurs livres, dont: With Master Minds: Interviews by Herman Bernstein (Les grands esprits: interviews par Herman Bernstein) et Celebrities of Our Times (Célébrités de notre époque).

## Traductions, poésies, pièces de théâtre et histoires courtes
Bernstein traduit une quantité importante d'œuvres littéraires du russe et de l'allemand à l'anglais, entre autres de Maxime Gorki, Leonid Andreïev, Léon Tolstoï et Ivan Tourgueniev. Ses pièces de théâtre The Mandarin et The Right to Kill sont jouées à Broadway. En plus, il publie des poèmes, dont ceux regroupés dans The Flight of Time and Other Poems 1899, des histoires courtes rassemblées dans In the Gates of Israel: Stories of the Jews 1902, et un roman Contrite Hearts en 1903.
En 1915, Bernstein publie un livre La Rekta Gibulo en espéranto, une traduction de l'histoire "The Straight Hunchback" tiré de son livre In the Gates of Israel.

## Politique et diplomatie
Au début des années 1910, Bernstein se fait l'avocat d'une politique d'immigration libérale et est membre du Comité national démocrate œuvrant pour l'élection de Woodrow Wilson en 1912.
Bernstein rencontre Herbert Hoover à la conférence de paix de Paris de 1919 et le soutient dans sa course à la présidence en 1928. Peu de temps après, Bernstein publie Herbert Hoover: The Man Who Brought America to The World (Herbert Hoover: l'homme qui apporté l'Amérique au monde). En 1930, Hoover nomme Bernstein ministre plénipotentiaire en Albanie, poste qu'il occupera jusqu'en 1933. Pendant son affectation, il aide à l'élaboration de plusieurs traités entre les États-Unis et l'Albanie, et reçoit de Zog Ier le Grand cordon de l'Ordre de Scanderbeg pour service rendu à l'Albanie. 

## Réfutation des Protocoles des Sages de Sion et procès contre Henry Ford
En 1921, en réponse à l'impression par le constructeur automobile Henry Ford de 500 000 copies du faux antisémite notoire Les Protocoles des Sages de Sion ainsi que d'une série d'articles antisémites parus sous le titre de The International Jew dans le journal de Ford The Dearborn Independent, Bernstein publie le livre History of a Lie (Histoire d'un mensonge), une démonstration des origines fabriquées des Protocoles.
En même temps que Ford est applaudi comme un héros antisémite en Europe, il est confronté à un procès en Amérique intenté par Herman Bernstein. Dans un article du The Independent daté du 20 août 1921, Ford écrit que Bernstein est la source qui lui  révélé la conspiration juive mondiale. Il m'a dit la plupart des choses que j'ai écrite et il nomme Bernstein le garçon messager de la juiverie internationale". Bernstein révolté nie toutes les allégations et en 1923 poursuit Ford en justice pour diffamation, réclamant 200 000 dollars. Il déclare à la presse qu'il rend un service public au peuple américain lui permettant d'avoir une image réelle de l'imagination dérangée de Ford.",.    
Bernstein est représenté par le célèbre avocat Samuel Untermyer. La procédure va s'éterniser car Bernstein et ses représentants sont dans l'incapacité de délivrer une assignation à Ford; Ford possède de nombreux alliés parmi la haute administration aussi bien politique que judiciaire dans le Michigan et ailleurs, ainsi qu'une importante force de sécurité privée. Bernstein et Untermeyer réussissent quand même à faire saisir par l'administration de l'État de New York, toutes les copies de l'Independent entrant dans l'État. On ignore si l'instruction a bien été suivie d'effet. 
D'autres procès pour diffamation contre Ford ont été intentés par les avocats et responsables communautaires juifs Louis Marshall et Aaron Sapiro, mais certaines dissensions sont apparues entre ces deux personnalités sur le fait de savoir quelle procédure était la plus viable. 
En réponse à ces procédures, et aussi par peur qu'une publicité négative vienne dégrader les ventes de ses voitures, Ford publie une Apologie aux Juifs, dont la sincérité est matière à controverses. Ces affaires sont considérées comme importantes dans la jurisprudence concernant la diffamation de groupe et le discours de haine.
En 1935, le parti nazi arrivé au pouvoir en Allemagne deux ans plus tôt, réintroduit Les Protocoles des Sages de Sion et demande à chaque écolier allemand de le lire. Bernstein publie une autre réfutation plus élaborée: The Truth About the 'Protocols of Zion' - A Complete Exposure 'La vérité sur les Protocoles de Sion – un exposé complet). Mais Bernstein décède quelques mois plus tard.

## Correspondance
La correspondance d'Herman Bernstein est archivée à New York à l'institut de recherche juive YIVO. On y trouve des lettres adressées à ou reçues de nombreuses personnalités parmi les plus éminentes de l'époque qu'il a côtoyées à certaines périodes de sa vie, comme Samuel Clemens (Mark Twain), Cholem Aleikhem, Andrew Carnegie, Léon Tolstoï, William Howard Taft, George Bernard Shaw, Max Nordau, Louis Brandeis, John D. Rockefeller, Louis Marshall, Israel Zangwill, Henri Bergson, Arthur Brisbane, Mordecai Kaplan, Henry Morgenthau senior, Gifford Pinchot, Theodore Roosevelt, Woodrow Wilson, Franz Oppenheimer, Felix Frankfurter, Warren G. Harding, William Randolph Hearst, Herbert Hoover, Constantin Stanislavski, Léon Trotski, Arthur Balfour, Thomas Edison, Albert Einstein, Henry Ford, Arthur Goldberg, Adolph Ochs, Romain Rolland, Julius Rosenwald, Benjamin Cardozo,  Yossef Yitzchok Schneersohn et Franklin Roosevelt.

## Son engagement juif
Bernstein travailla pour des organisations juives telles que l'ORT, le Central Relief Committee (Comité central d'assistance), le American Jewish Relief Committee (Comité d'assistance juif américain), and le American Jewish Joint Distribution Committee pour l'amélioration les conditions de vie des Juifs en Europe.  Il sert aussi de secrétaire du American Jewish Committee et comme directeur de l'Organisation sioniste d'Amérique. Bernstein prône la création d'un État juif en Palestine et développe ses idées dans ses écrits sur la politique au Moyen-Orient et les installations juives en Palestine.